# Municipio de Friberg
El municipio de Friberg (en inglés: Friberg Township) es un municipio ubicado en el condado de Otter Tail en el estado estadounidense de Minnesota. En el año 2010 tenía una población de 809 habitantes y una densidad poblacional de 8,73 personas por km².

## Geografía
El municipio de Friberg se encuentra ubicado en las coordenadas 46°24′42″N 95°58′12″O / 46.41167, -95.97000. Según la Oficina del Censo de los Estados Unidos, el municipio tiene una superficie total de 92.66 km², de la cual 83,47 km² corresponden a tierra firme y (9,92 %) 9,19 km² es agua.

## Demografía
Según el censo de 2010, había 809 personas residiendo en el municipio de Friberg. La densidad de población era de 8,73 hab./km². De los 809 habitantes, el municipio de Friberg estaba compuesto por el 98,64 % blancos, el 0,37 % eran afroamericanos, el 0,12 % eran amerindios, el 0,62 % eran asiáticos y el 0,25 % eran de una mezcla de razas. Del total de la población el 0,25 % eran hispanos o latinos de cualquier raza.